# デンマーク王国
デンマーク王国（デンマークおうこく、デンマーク語: Kongeriget Danmark 発音 [ˈkɔŋəʁiːəð ˈdænmɑrɡ̊] ( 音声ファイル)、フェロー語: Kongsríki Danmarkar、グリーンランド語: Kunngeqarfik Danmarki）は、北ヨーロッパに位置するデンマーク本土と、2つの自治地域（北大西洋のフェロー諸島と北アメリカのグリーンランド）から構成される単一の立憲君主制による主権国家である。デンマークは王国内において中心的地位にあり、残りのフェロー諸島とグリーンランドに対して司法権、行政権および立法権を行使する。フェロー諸島自治法によれば、フェロー諸島は王国内における人民の共同体である。グリーンランド自治法は同様の定義を有しないが、その代わり、グリーンランド人民は国際法上の人民であり自己決定権を有するものとしている。
デンマーク王国は単一国家ではあるものの、グリーンランドおよびフェロー諸島にはそれぞれ外交の一部も含めた多大な自治権が与えられている。この連邦制に近い国家は「Rigsfællesskabet」と呼ばれる。そのため、1973年にデンマーク王国（本土）と欧州連合 (EU) へ加盟したグリーンランドは1985年に単独で脱退、フェロー諸島は当初から加盟していない。北欧理事会にはそれぞれが個別に加盟している。
| 地域           | 人口      | 面積 (km²) | 人口密度 (人/km²) | 公用語                   | 通貨                 |
| デンマーク本土 | 5,602,536 | 43,094     | 130               | デンマーク語             | デンマーク・クローネ |
| フェロー諸島   | 49,709    | 1,399      | 35                | フェロー語、デンマーク語 | フェロー・クローネ   |
| グリーンランド | 57,695    | 2,175,600  | 0.026             | グリーンランド語         | デンマーク・クローネ |
| デンマーク王国 | 5,709,940 | 2,220,093  | 2.6               |                          |                      |

## 歴史
8世紀から11世紀の間、ノース人がヘブリディーズ諸島、シェトランド諸島、オークニー諸島、フェロー諸島、アイスランド、グリーンランドを発見・定住し、ニューファンドランド島のランス・オ・メドーにあったと考えられているヴィンランドへの定住を試みた（ノース人によるアメリカ大陸の植民地化）。彼らはイングランド（デーンロウ）、アイルランド、ノルマンディーの一部を征服し定住した。また、東方ではキエフ・ルーシを建国した。ノース人は北はグリーンランドから南はコンスタンティノープルまでロシアの河川を通って貿易路を築いた。1536年、デンマークとノルウェーの同君連合であるデンマーク＝ノルウェーが国家として成立した。
デンマーク＝ノルウェー連合は1814年にキール条約によって解消された。この条約ではデンマークはアイスランド、フェロー諸島、グリーンランドのノルウェー属領を保持している。デンマークはまた1620年から1869年までデンマーク領インド（トランケバル）、1658年から1850年までデンマーク領黄金海岸（ガーナ）、1671年から1917年までデンマーク領西インド諸島 (Danish West Indies) （アメリカ領バージン諸島）を植民地とした。
アイスランドは1874年に内政自治権を獲得して、1918年には主権国家アイスランド王国として独立するが、元首はデンマーク王のままであった。その後、第二次大戦の混乱に乗じる形で1944年に君主制を廃止、自国の大統領を元首とする共和制に移行した。
フェロー諸島は、1948年に内政自治権を獲得した。フェロー諸島は欧州連合には加盟していない。フェロー諸島は領海域の北海油田開発を推進しており、2000年代以降は独立派が多数となっている。
グリーンランドは1979年に内政自治権を獲得しており、2009年にはさらに自治権を拡大する提案が住民投票によって承認された。グリーンランドの独立派は、豊富な天然資源により独立が経済的であると考えている。グリーンランドは1973年、デンマーク王国と欧州経済共同体（現在の欧州連合）に加盟したが、1985年には漁業政策を主な理由に単独で脱退している。

## 政府および政治

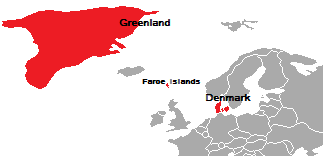
デンマーク王国の3つの構成国: グリーンランド、フェロー諸島、デンマーク

フォルケティングはデンマークの議会である。フォルケティングは比例多数制によって選出された175人と、グリーンランドおよびフェロー諸島から選出されたそれぞれ2人の議員によって構成されている。総選挙は少なくとも4年ごとに行われるが、首相は任期中に議会を解散することができる。
加えて、フェロー諸島およびグリーンランドはそれぞれ1948年、1979年に内政自治が認められている。デンマーク議会に2名の議員が選出されると共に、グリーンランドは31議席からなる議会「ランスティング Landsting」（あるいはグリーンランド語でInatsisartut）を有しており、フェロー諸島は固定された33名の議員によって構成される議会「レクティング Løgting」を有している。
デンマークにはグリーンランドおよびフェロー諸島の高等弁務官（デンマーク語: Rigsombudsmand）がおり、自治議会における議論をデンマークの首相に伝える。
1953年デンマーク王国憲法は単一国家の憲法であり、デンマークの3地域全てに適用される。内政自治に関する合意はこの憲法には正式に記されていない。フェロー諸島およびグリーンランドは共に内政問題のほとんどを自ら管理している。また、これらの地域はある問題が王国内の自地域のみに関することであれば、デンマーク王国の代わりに国際合意を結ぶ。

## 地理
植物地理学的に、デンマーク、グリーンランド、フェロー諸島は全北植物区系界に属し、周北植物区系区の北極地方、大西洋ヨーロッパ地方、中央ヨーロッパ地方にまたがっている。世界自然保護基金 (WWF) によれば、デンマーク領土は大西洋混交森 (Atlantic mixed forests) リージョンとバルト海混交森リージョン (Baltic mixed forests) の2つのエコリージョンに分類できる。フェロー諸島はフェロー諸島北方草原リージョンに含まれるが、グリーンランドにはカラリット・ヌナート (Kalaallit Nunaat) 高緯度北極ツンドラとカラリット・ヌナート低緯度北極ツンドラエコリージョンが入っている。
デンマーク王国は国土の大半が北極圏の北に位置する世界で唯一の国家である。